# انفجار مصانع الذخائر الباكستانية
انفجار مصانع الذخائر الباكستانية في 12 أغسطس 2021 أدى انفجار في مصنع مصانع الذخائر الباكستانية في واه كانتت بمقاطعة روالبندي في باكستان إلى مقتل ثلاثة عمال وإصابة اثنين آخرين.
أكدت العلاقات العامة للجيش الباكستاني أن حادثًا وقع في مصنع مصانع الذخائر بسبب عطل فني أدى إلى مقتل ثلاثة موظفين وإصابة اثنين آخرين وتم نقلهم إلى المستشفى. وفقًا لـ ISPR تم تنظيف المكان والوضع تحت سيطرة فريق الاستجابة الفنية للطوارئ لمصانع الذخائر الباكستانية.